# کوردا، استرالیای غربی

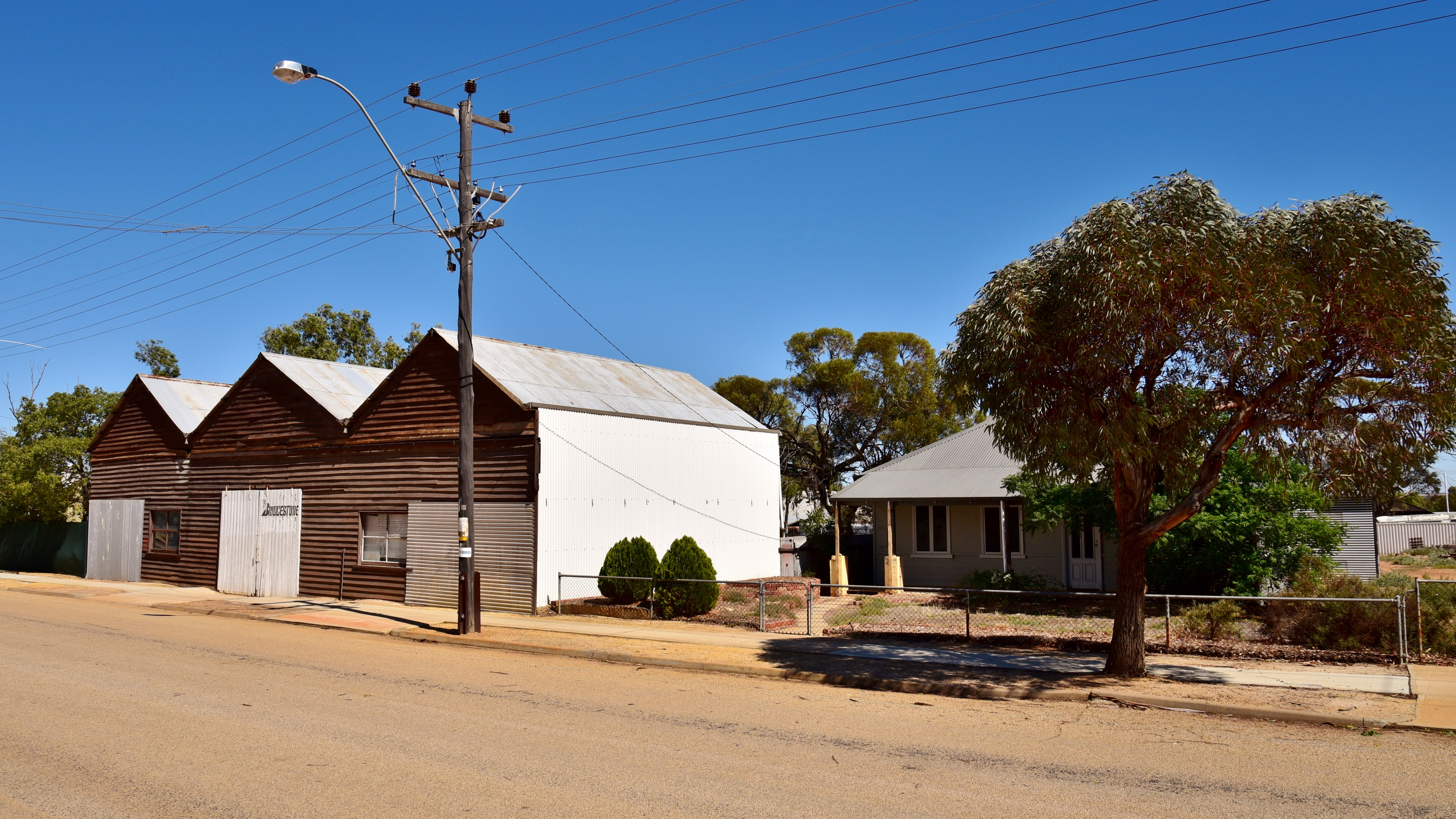
کوردا، استرالیای غربی

کوردا (به انگلیسی: Koorda) یک شهرک در استرالیا است که در استرالیای غربی واقع شده‌است.